# 三角駅
三角駅（みすみえき）は、熊本県宇城市三角町三角浦にある、九州旅客鉄道（JR九州）三角線（あまくさみすみ線）の駅。同線の終着駅である。

## 歴史
宇土半島先端部にある三角港へ接続する路線として三角線が建設された際に、その終着駅として開設された。ただし、本来の三角港は宇土半島の北側にあったが、港周辺の土地が狭かったことから三角駅は宇土半島の南側に建設された。また、建設予定地は埋立地であったが、その手前に暫定的に1899年（明治32年）12月25日に開業し、1903年（明治36年）9月5日に本来の予定地であった現在地に移転している。駅前に近距離航路の港が開設され、駅に近い利便性からやがて本来の三角港との立場が逆転することになった。
三角島原フェリーが1964年（昭和39年）に就航すると、これと接続して長崎 - 熊本 - 別府を結ぶ観光ルートを形成するようになった。その前年から準急「火の山」（1966年から急行格上げ）が乗入れるようになり、豊肥本線方面へ直通列車が走るようになった。しかしモータリゼーションの影響や新婚旅行の海外への転移などで需要は減少し、1986年（昭和61年）11月のダイヤ改正で「火の山」の三角への乗り入れは終了した。さらに熊本新港の整備が進んで需要が減少したことから、三角島原フェリーは2006年（平成18年）8月に運航終了となり、島原方面への接続はなくなった。2009年（平成21年）4月1日から本渡港との間に天草宝島ラインが就航している。

### 年表
- 1899年（明治32年）12月25日：九州鉄道（初代）により初代駅が開設[1][3][3]。
- 1903年（明治36年）9月5日：天草島原方面近距離航路の港が整備開設されたために現地点に駅移動。
- 1907年（明治40年）7月1日：九州鉄道（初代）が国有化され、国有鉄道の駅となる[3]。
- 1949年（昭和24年）5月30日：昭和天皇の戦後巡幸。お召し列車の着駅となる[5]。
- 1966年（昭和41年）10月28日：昭和天皇、香淳皇后が県内を行幸啓。三角駅着発のお召し列車が運転[6]。
- 1982年（昭和57年）11月15日：貨物取扱廃止[7]。
- 1985年（昭和60年）3月14日：荷物扱い廃止[7]。
- 1987年（昭和62年）4月1日：国鉄分割民営化によりJR九州が継承[3]。

## 駅構造
単式ホーム1面1線と側線1本を有する地上駅で、毎日2本の列車が夜間滞泊する。側線の機回し線は使われていない。
かつてはJR九州サービスサポートが駅業務を受託する業務委託駅であったが、2023年9月30日を以って同社の駅業務部門が九州旅客鉄道に吸収合併された事により、翌10月1日より直営駅となった。みどりの窓口が設置されている。ICカード乗車券「SUGOCA」の利用は出来ない。
また、駅構内には駅のスタンプが設置されている。
1903年に作られた天井の高い木造駅舎が残っている。

### 特急「A列車で行こう」運行開始に際した改装

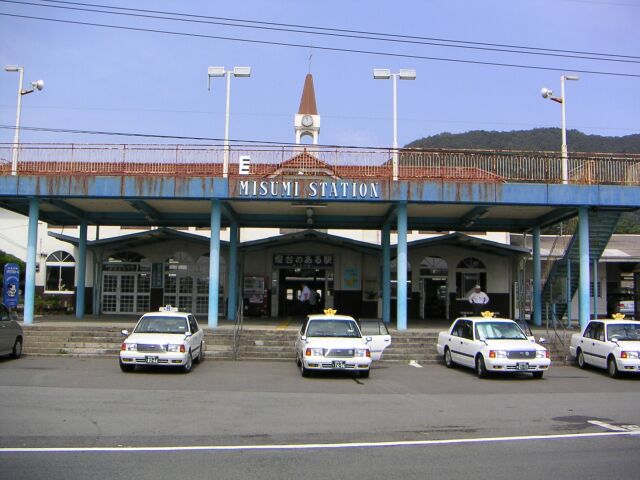
リニューアル以前の駅舎・展望台（2004年9月）

駅舎は観光特急列車「A列車で行こう」運行開始に伴いリニューアルされた。駅舎内には観光案内所がある。コインロッカーは無い。1988年より駅舎の前に展望台が設置されていたが、リニューアルに伴い撤去された。
ホーム横に設置されていた構内踏切は2011年10月1日より使用停止となり、柵が設けられ使用出来なくなっている。
観光特急列車「A列車で行こう」運転日に限り、「A列車で行こう」折返しの間、先に到着した普通列車はホーム西側の引上線で一旦待機し、「A列車で行こう」出発後に改めて入線する形を取っている。

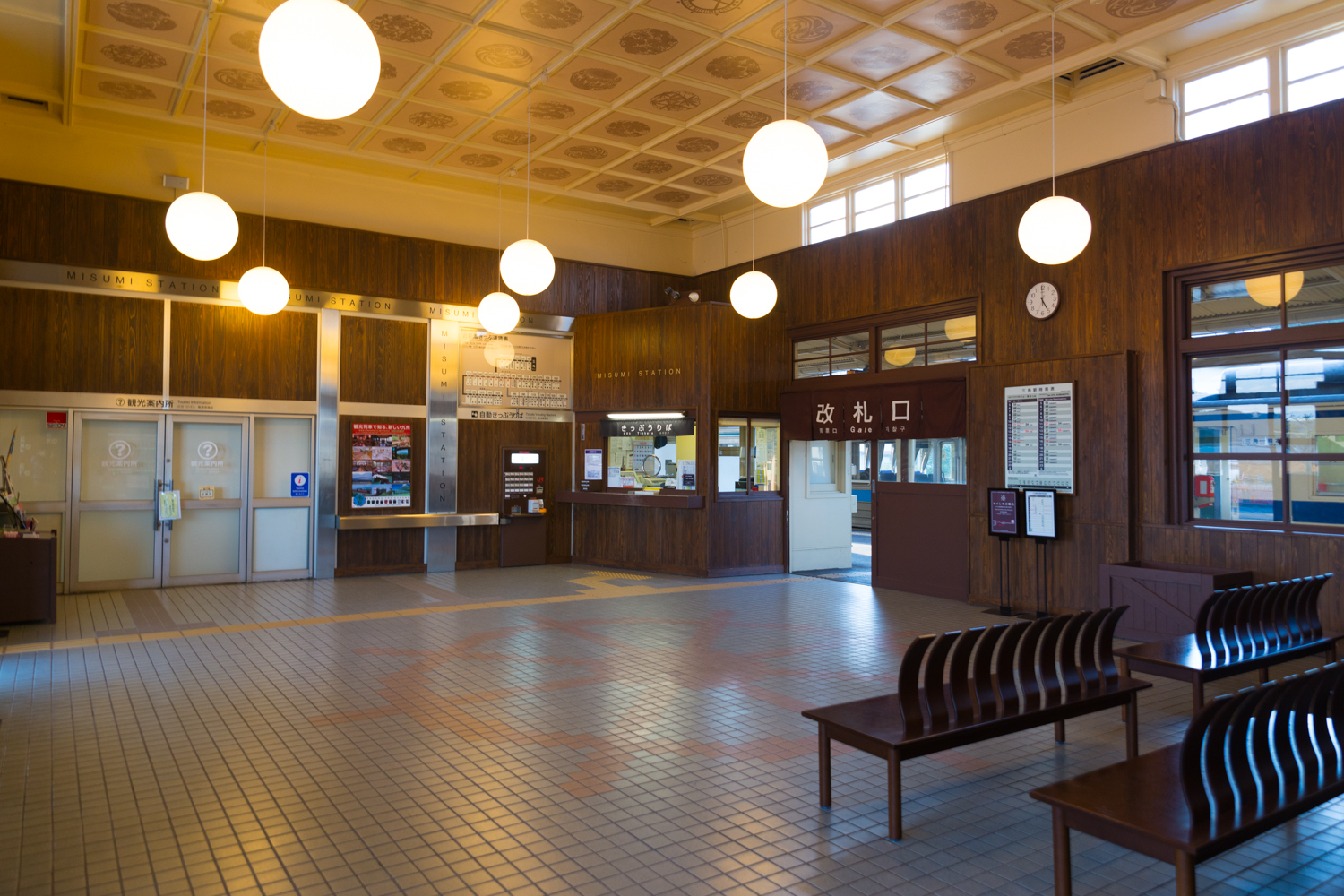
改札付近（2015年2月）
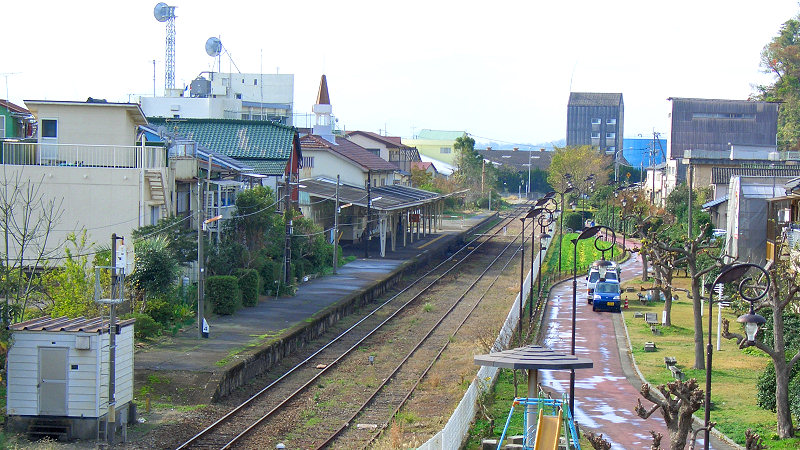
構内（2006年12月）
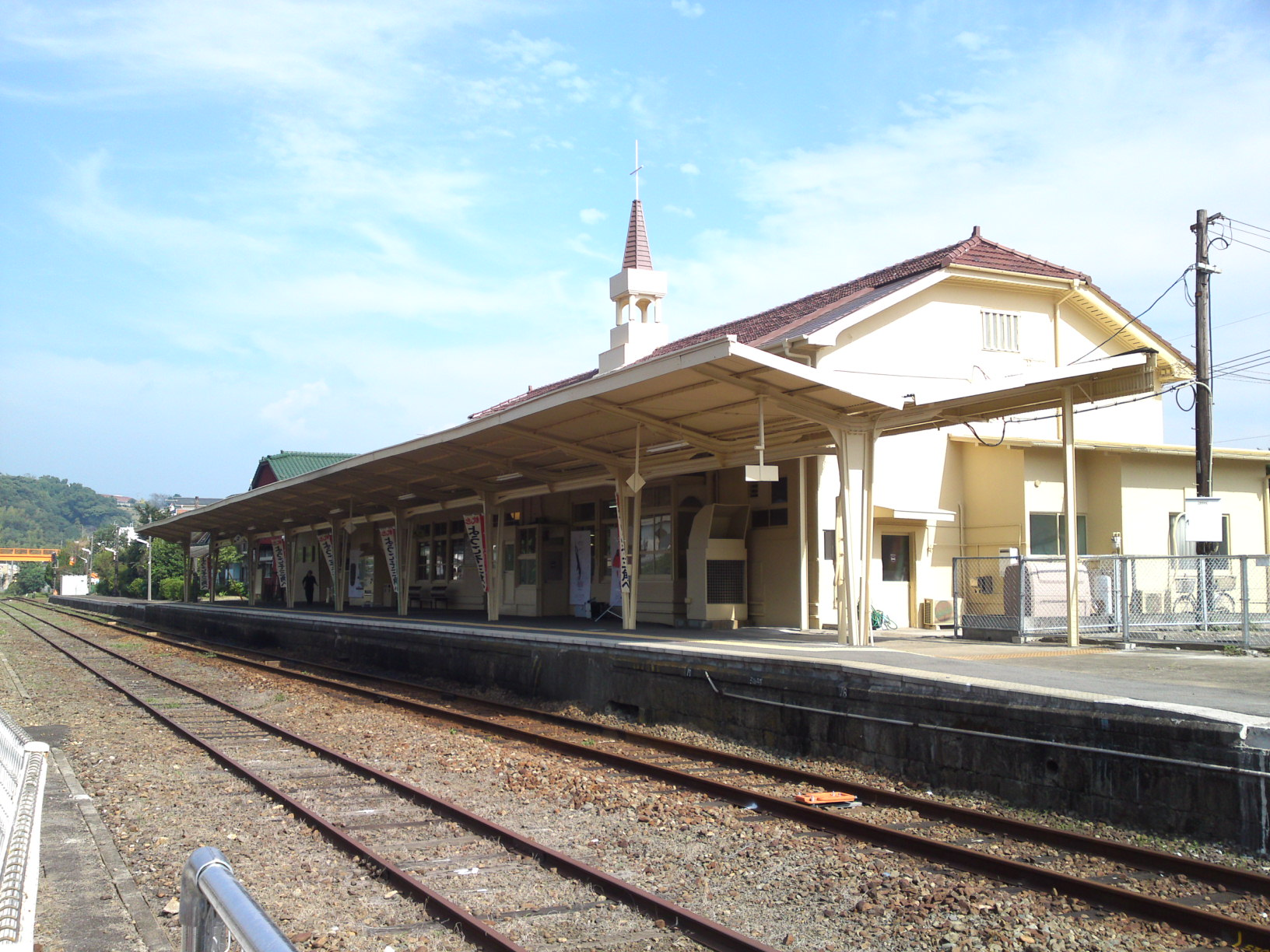
ホーム（2011年10月）
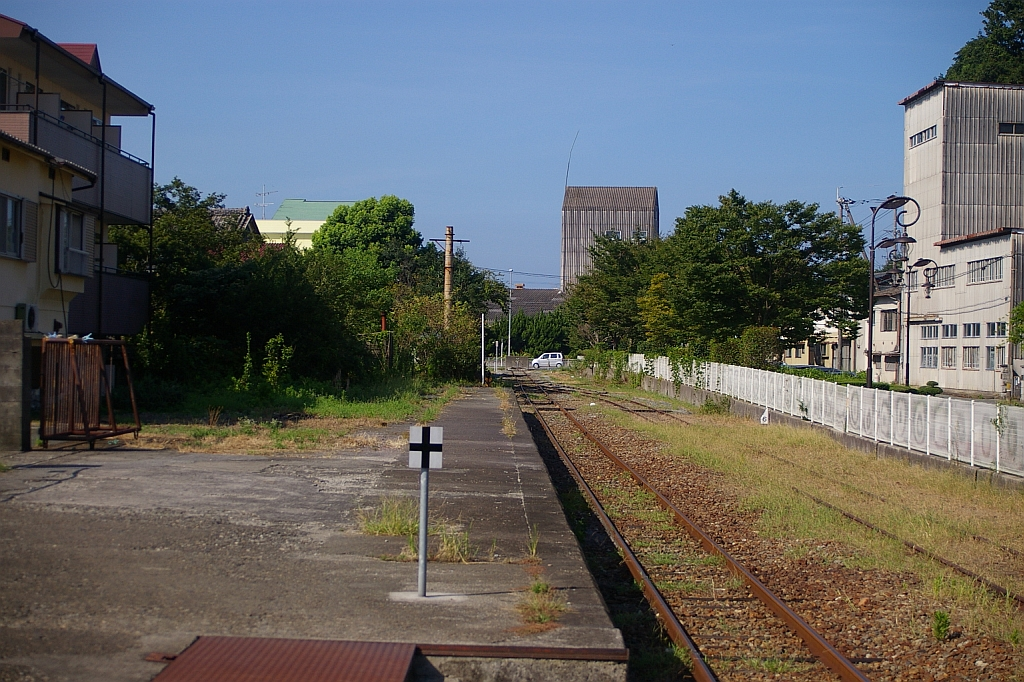
終着駅であり、駅奥に車止めがある。かつては貨物線が延びていた。
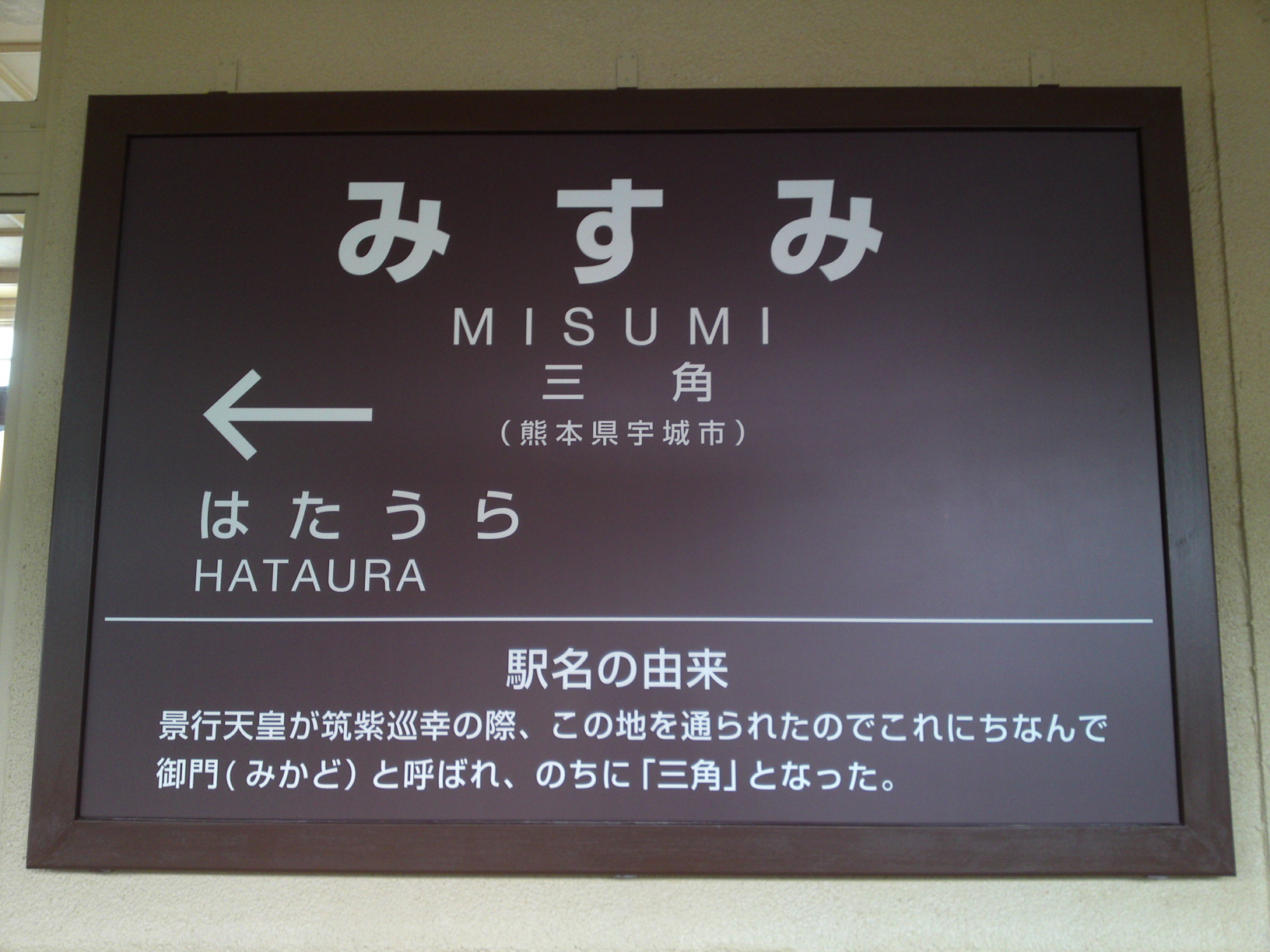
駅名標

## 利用状況
- 1日平均乗降人員の推移は以下の通り。

| 乗降人員推移 | 乗降人員推移 |
| 年度         | 1日平均人数  |
| ------------ | ------------ |
| 2005         | 911          |
| 2006         | 934          |
| 2007         | 891          |
| 2008         | 865          |
| 2009         | 846          |

2016年からの1日平均乗車人員の推移は下記の通り。
| 年度   | 1日平均 乗車人員 | 増加率 |
| ------ | ---------------- | ------ |
| 2016年 | 404              |        |
| 2017年 | 403              | -0.2%  |
| 2018年 | 396              | -1.7%  |
| 2019年 | 390              | -1.5%  |
| 2020年 | 252              | -35.4% |

## 駅弁
当初、観光特急列車「A列車で行こう」運行日に限り駅舎内にて販売されていたが、現在は販売無し。
- おこしき弁当（宇土マリーナおこしき館）
- 小西行長城下町弁当（せんば橋）
- 浜のときずし（小魚屋）
- 海辺のたこ飯（三角町物産館ラ・ガール）

なお、構内営業（おさふね）は2003年8月限りで廃止となった。それまでは天草四郎寿し、かにすし、鯛の姿すしが販売されていた。

## 駅周辺
駅前は三角港で港湾施設が点在している。駅裏及び東側は旧三角町の中心部で住宅や商業施設が混在している。
- 三角港（東港）[1] - 道路を挟んで向かい側、徒歩2分[8]。天草諸島への航路が就航している。
- 宇城市役所三角支所（旧・三角町役場）
- 三角郵便局
- みすみフィッシャーマンズワーフ　ラ・ガール
- フェリーターミナル「海のピラミッド」 - 駅の目の前にあり、徒歩2分もかからない。
- ゆめマート三角店
- 熊本銀行三角支店
- 肥後銀行三角支店
- 天翔台（展望台）
- 天門橋 - 天草五橋の1号橋
- 天城橋 - 天門橋に並行して建設された熊本天草幹線道路の橋
- 三角西港 - 当駅より約2.5 km
- ローソン宇城三角店

　閉店したみすみショッピングセンター（コーエイ）の跡地に開店。店舗の壁には大きくくまモンの絵が描かれていた。

## バス路線
三角産交（産交バス） - 駅前の右向かいにあるバスターミナルになっており下記の行き先と結ばれている。
- 三角防災拠点センター（宇城市役所三角支所前、三角病院）※土日祝日運休
- 松橋産交（松合、不知火温泉センター）※日曜祝日運休
- 宇土駅前（三角小学校前、三角西港、赤瀬）※日曜祝日運休
- さんぱーる（三角港入口、登立）

土日祝日に三角西港を経由運行便あり。
- 快速あまくさ号・本渡（松島）※土日祝日の日中のみ乗り入れ
- 快速あまくさ号・熊本桜町BT（宇土駅東口、熊本駅）※土日祝日の日中のみ乗り入れ

平日と土日祝日の早朝・夕方以降の便は、当所を国道57号を熊本方面へ約700m離れた「五橋入口」停留所から発着。

## 隣の駅
九州旅客鉄道（JR九州）
■あまくさみすみ線（三角線）
- 臨時観光特急「A列車で行こう」発着駅

波多浦駅 - 三角駅